# Hendrik Willem Anemaet

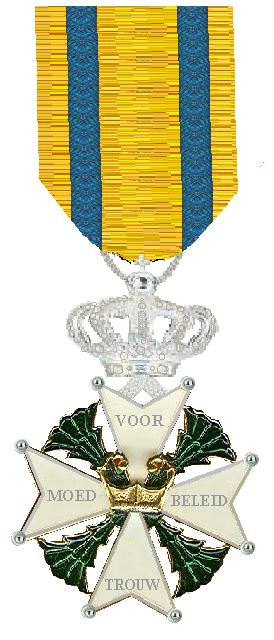

Hendrik Willem Anemaet (1796 – Nijmegen, 21 februari 1872) was een Nederlandse majoor der dragonders, ridder in de Militaire Willems-Orde.
De Anemaets zijn een familie van beroepsmilitairen ( en een enkele predikant), Hendrik Willem kreeg zijn Willems-Orde (Koninklijk Besluit van 11 augustus 1815, nummer 17) voor zijn betoonde moed bij de beslissende slag bij Waterloo, evenals zijn broer Sebastiaan, die 1e Luitenant was bij het 2e Bataljon Infanterie. Zij zijn de eersten van de vijf leden uit deze familie die met een Willemsorde werden gedecoreerd, Johannes Anemaet kreeg zijn Willemsorde in Korea, een andere Anemaet (Jacobus Cornelis Anemaet, 1794-1874) bij de citadel van Antwerpen.